# Gunnar Larsson
Karl Gunnar Larsson (Malmö, 12 de maio de 1951) é um ex-nadador sueco, bicampeão olímpico nos Jogos de Munique, em 1972.
Ele venceu nos 400 metros medley nas Olimpíadas de 1972 por 0,002 segundos sobre o americano Tim McKee. Este foi o motivo das regras serem alteradas, e hoje as provas da natação são medidas em centésimos de segundo.
Juntamente com Arne Borg, ele é considerado o maior nadador da Suécia de todos os tempos. Em 1979, Larsson foi introduzido no International Swimming Hall of Fame.
Foi recordista mundial dos 200 metros medley entre 1970 e 1974.